# Alexandre Ferdinand Parseval-Deschênes

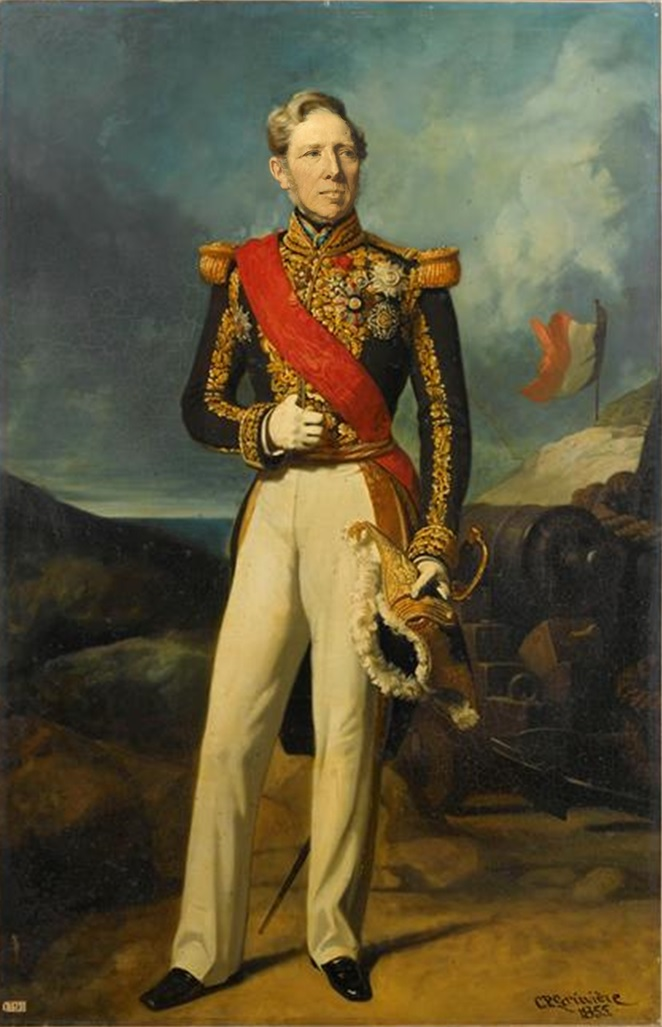
Alexandre Ferdinand Parseval-Deschênes, Gemälde von Charles-Philippe Larivière

Alexandre Ferdinand Parseval-Deschênes (auch: de Parseval des Chênes oder de Parseval de Chenes; * 27. November 1790 in Paris, Frankreich; † 10. Juni 1860 ebenda) war ein französischer Admiral und Senator des Zweiten Französischen Kaiserreichs.

## Biografie
Alexandre Ferdinand Parseval-Deschênes stammte aus einer Adelsfamilie und war der Neffe des Mathematikers Marc-Antoine Parseval und des Schriftstellers François-Auguste Parseval-Grandmaison. Seine Eltern waren Alexandre-Jean Parseval-Deschênes, Receveur général des finances (leitender Beamter der französischen Finanzverwaltung des Ancien Régime, der für die Steuererhebung zuständig war), und Marie-Madeleine, geb. Gromaire de la Bapomerie.
1804, kaum 13 Jahre alt, schiffte er sich als Matrose auf der Bucentaure im Mittelmeergeschwader unter dem Kommando von Vizeadmiral Levassor de Latouche-Tréville ein und erlebte später die Einnahme von Fort le Diamant auf Martinique. Zurück im Mittelmeer nahm er ebenfalls auf der Bucentaure am 22. Juli 1805 in Admiral de Villeneuves Geschwader an der Schlacht bei Kap Finisterre gegen die britische Flotte unter Robert Calder teil und kämpfte am 21. Oktober 1805 ebenfalls unter Villeneuve in der Schlacht von Trafalgar.
An diesem Tag diente Parseval als Aspirant 2. Klasse als Kommandant des Besantops. Bei dem schweren Gefecht gegen die Victory wurde die Bucentaure nach dreistündigem Kampf schließlich von den Briten erobert und die Überlebenden der Besatzung einschließlich Parseval gefangen genommen. In der Folge gelang es der gefangengenommenen französischen Besatzung, die britische Prisenbesatzung zu überrumpeln und das eigene Schiff wieder zurückzuerobern. Am 23. Oktober 1805 lief die Bucentaure vor Cádiz in einem Sturm auf ein Riff. Während ein Teil seiner Besatzung von der Flotte gerettet wurde, blieb Parseval mit einigen seiner Topmänner zunächst auf dem Wrack der Bucentaure, verließ es mitten im Sturm und schwamm zu einem Fischerboot, das in Cadiz ablegte. Parseval, nun fünfzehn Jahre alt, durchquerte daraufhin mit den wenigen Überlebenden der Bucentaure Spanien zu Fuß und kehrte nach Frankreich zurück. Die Erinnerungen an diese ersten Erlebnisse prägten sein ganzes Leben.
In den darauffolgenden zehn Kriegsjahre nahm Parseval an vielen Schlachten teil. Im Jahr 1809 bestand er auf der von Kapitän Pierre Roch Jurien de La Gravière befehligten Fregatte Italienne ein Gefecht vor Les Sables-d’Olonne gegen die Briten. 1812 diente er als Fähnrich im Hafen von Lorient, wo er an einem Gefecht der Fregatten Andromaque und Ariane wiederum gegen britische Schiffe teilnahm. Im folgenden Jahr schiffte er sich auf der Dryade ein und nahm mit dieser Fregatte an einem Gefecht vor Toulon teil, bei dem das Schiff Romulus, das gerade von der Royal Navy bedrängt wurde, befreit werden konnte.
Als Fähnrich beteiligte er sich 1815 an der hydrografischen Aufnahme der Küsten der Bretagne. Im Jahr 1817 war er Teil der Expedition, die Französisch-Guayana wieder in Besitz nahm, das an Frankreich zurückgegeben wurde, und befehligte dann zwei Jahre lang die französische Marinestation in dieser Kolonie.
Im Jahr 1822 wurde er, damals Leutnant, in die Ehrenlegion aufgenommen, als er die havarierte Fregatte Africaine vor der Küste Neufundlands erfolgreich bergen konnte. Anschließend kommandierte die Fregatte Iphigénie während der Expedition nach Mexiko.
Am 14. September 1831 heiratete er, Alexandre Ferdinand de Parseval des Chênes (de Parseval de Chenes), Josephine-Marguerite de Méri (* 21. November 1798; † 28. Oktober 1882 in Paris), eine Tochter des Alexandre-Louis-Gaspard-Noël de Caze de Méri (* 1751), vormals contrôleur général des Fermes du Roi (Generalkontrolleur der Bauernhöfe des Königs), ab 1813 directeur général des Contributions indirectes (Generaldirektor für indirekte Steuern), und von dessen Ehefrau und Cousine Marie-Anne, geb. de Caze de la Bove.
Er nahm 1838 an der Blockade von Vera Cruz und am Beschuss des Forts San Juan de Ulúa teil und war dann im Jahr darauf an der Besetzung der argentinischen Insel Martín García. Parseval-Deschênes war außerdem der Mentor des Prinzen von Joinville.
Am 30. April 1840 wurde er zum Konteradmiral befördert, war er Oberkommandierender der Marine in Toulon, dann Seepräfekt in Cherbourg, bevor er das Erprobungsgeschwader im Mittelmeer befehligte. Am 15. Juli 1846 wurde er zum Vizeadmiral ernannt, war Seepräfekt in Toulon und befehligte dann erneut das Mittelmeergeschwader. Er trat 1851 dem Admiralitätsrat bei und leitete den Conseil des travaux de la Marine. Am 26. Januar 1852 wurde er von Napoleon III. zum Senator berufen.
Während des Krimkrieges befehligte er die baltische Flotte, mit der er die russische Festung Bomarsund bombardierte, deren Kapitulation er am 16. August 1854 entgegennahm. Als Anerkennung dieser Leistung erhielt er am folgenden 2. Dezember die Beförderung zum Admiral. 1854 wurde er, 64-jährig, beschrieben als „ein kräftiger Mann von hoher Statur, seine ganze Erscheinung kündet den Feldherrn an, dabei ist er beliebt und seine Leutseligkeit ist in der Marine sprichwörtlich geworden: freundlich wie Parseval. Der Admiral ist nämlich gastfrei wie Keiner, sein Beutel war von je seinen Kameraden geöffnet; sein Haus in Paris ist eines der heitersten und besuchtesten der Hauptstadt.“
Admiral Parseval-Deschênes starb 1860 und ist auf dem Friedhof Père-Lachaise in Paris begraben.

## Ehrungen und Auszeichnungen
Sein 1855 von Charles-Philippe Larivière gemaltes Porträt befindet sich im Museum des Schlosses Versailles.
Seinen Namen erhielt ein Kolonial-Aviso der französischen Marine, der 1879 vom Stapel lief und 1898 außer Dienst gestellt wurde.
Er erhielt das Großkreuz der Ehrenlegion am 30. August 1854 und die 1854 die Médaille militaire.